# Famille Ennaifer
Cette page explique l’histoire ou répertorie les différents membres de la famille Ennaifer.
 (juin 2021).
Si vous disposez d'ouvrages ou d'articles de référence ou si vous connaissez des sites web de qualité traitant du thème abordé ici, merci de compléter l'article en donnant les références utiles à sa vérifiabilité et en les liant à la section « Notes et références ».
La famille Ennaifer est une famille tunisienne qui appartient à la grande notabilité tunisoise, proche parente de l'ancienne famille des beys de Tunis, et s'illustre dans le domaine intellectuel et religieux.
Initialement issue de la famille royale égyptienne et de la dynastie de Méhémet Ali, l'un des membres de cette famille, Abou Annour, s’installe à Tunis à la fin du XVIIe siècle après avoir quitté Sfax pour développer des commerces de parfumeur. Son arrière-petit-fils, Ahmed, l'une des grandes fortunes tunisiennes, donne la descendance contemporaine de cette famille qui offre à partir du XIXe siècle un grand nombre de personnalités et d'oulémas : enseignants (mudarris), notaires, cadis, muftis et bach muftis de rite malékite.

## Personnalités
- Ahmed Ennaifer (1864-1926), enseignant et imam
- Ali Ennaifer (1833-1926), enseignant et poète
- Béchir Ennaifer[1] (1890-1960), imam et mufti de Tunis
- Hmida Ennaifer[1] (1942- ), islamologue
- Ibrahim Ennaifer (1890-1968), imam et mufti de Tunis
- Lassaad Ennaifer[2] (1942-2017), homme d'affaires
- Mohamed El Akbar Ennaifer[1] (1807-1860), islamologue et mufti de Tunis
- M'hammed Ennaifer (1828-1891), cadi et mufti de Tunis
- Mohamed El Asghar Ennaifer[1] (?-1913), islamologue et écrivain
- Mohamed Chedly Ennaifer[1] (1911-1997), islamologue
- Mohamed Sadok Ennaifer (1882-1938), cadi de Tunis
- Mohamed Salah Ennaifer (1902-1993), enseignant
- Mohammed Taher Ennaifer[1] (1854-1939), enseignant et imam
- Mohammed El Akbar (1841-1896), imam
- Mohamed Aziz Ennaifer (1890-1942), enseignant et poète
- Mohamed Taieb Ennaifer[1], (1833-1926), bach mufti
- Mohamed Maamoun Ennaifer (1833-1926), poète
- Mohamed Ennaifer (1910-1982), enseignant, chercheur et poète
- Omar Ennaifer (1897-1971), enseignant et poète
- Salah Ennaifer (1820-1874), enseignant, imam, cadi et mufti de Tunis